# Нидым (река)
Ни́дым — река на западе Восточной Сибири, левый приток Нижней Тунгуски.
Протекает в Красноярском крае России по территории Эвенкийского района. Длина реки составляет около 379 км. Площадь водосборного бассейна — 14 500 км². Берёт своё начало с хребта Янгиль и протекает по Среднесибирскому плоскогорью. Река замерзает в октябре и остаётся под ледяным покровом до мая. Питание снеговое и дождевое.

## Данные водного реестра
По данным государственного водного реестра России и геоинформационной системы водохозяйственного районирования территории РФ, подготовленной Федеральным агентством водных ресурсов:
- Бассейновый округ — Енисейский
- Речной бассейн — Енисей
- Речной подбассейн — Нижняя Тунгуска
- Водохозяйственный участок — Нижняя Тунгуска от водомерного поста п. Тура до водомерного поста п. Учами
- Код водного объекта — 17010700312116100080845

## Основные притоки
(расстояние от устья)
- 46 км: река Нидымкан (лв)
- 54 км: река Аякта (лв)
- 106 км: река Гуткэнгнэ (лв)
- 208 км: река Водурчана (лв)
- 260 км: река Сики (пр)